# 1-(1-フェニルシクロヘキシル)-4-ヒドロキシピペリジン
1-(1-フェニルシクロヘキシル)-4-ヒドロキシピペリジン(1-(1-phenylcyclohexyl)-4-hydroxypiperidine, PCHP)は、フェンサイクリジン(PCP)の代謝生成物の一つ。フェンサイクリジン服用者の毛髪から検出することができる。